# Hoya flavida
Hoya flavida är en oleanderväxtart som beskrevs av P.I. Forster och D.J. Liddle. Hoya flavida ingår i släktet Hoya och familjen oleanderväxter. Inga underarter finns listade i Catalogue of Life.